# Ненешть (Тенесоая, Вранча)
Ненешть, Ненешті (рум. Nănești) — село у повіті Вранча в Румунії. Входить до складу комуни Тенесоая.
Село розташоване на відстані 210 км на північний схід від Бухареста, 46 км на північ від Фокшан, 118 км на південь від Ясс, 90 км на північний захід від Галаца, 145 км на схід від Брашова.

## Населення
За даними перепису населення 2002 року у селі проживали 160 осіб, усі — румуни. Усі жителі села рідною мовою назвали румунську.